# Isla Verde (Saba)
La Isla Verde (en neerlandés: Groeneiland; inglés: Green Island ) es una pequeña isla rocosa que forma parte de los territorios que controla los Países Bajos en las Antillas. Se encuentra a 250 metros al norte de la isla de Saba y mide aproximadamente 40 por 60 metros .
Isla Verde está deshabitada y cubierta con plantas subtropicales y es un caldo de cultivo para la tiñosa común (Anous stolidus o charrán pardo ) y para algunas especies del género de aves pelecaniformes Sula. A través de un pequeño muelle para embarcaciones, los turistas vienen a la isla para disfrutar de la vista. También es una zona de buceo conocida.